# Tigrioides fulveola
Tigrioides fulveola là một loài bướm đêm thuộc phân họ Arctiinae, họ Erebidae.